# Enache Jugănaru
Enache Jugănaru, romunski general, * 1896, † 1955.